# ATP Praga 1987
L'ATP Praga 1987 è stato un torneo di tennis giocato sulla terra rossa. È stata la 1ª edizione dell'ATP Praga che fa parte del Nabisco Grand Prix 1987. Si è giocato a Praga in Repubblica Ceca dal 10 al 16 agosto 1987.

## Campioni

### Singolare
Marián Vajda ha battuto in finale  Tomáš Šmíd 3–6, 6–3, 6–3

### Doppio
Miloslav Mečíř /  Tomáš Šmíd hanno battuto in finale  Stanislav Birner /  Jaroslav Navrátil con il punteggio di 6–3, 6–7, 6–3